# Cab Calloway
Cabell Calloway III, noto come Cab Calloway (Rochester, 25 dicembre 1907 – Hockessin, 18 novembre 1994) è stato un cantante, musicista, attore e ballerino statunitense.

## Biografia

### Gli inizi
Fu grazie alle donne della sua famiglia che Cab Calloway si avviò alla carriera musicale: prima la madre, che gli fece prendere lezioni di canto lirico (come tenore drammatico), poi la sorella maggiore, la cantante Blanche Calloway, che lo introdusse nell'ambiente del jazz di Chicago. Il giovanissimo Cab Calloway - era ancora alle scuole superiori - incontrò così grandi musicisti come Louis Armstrong, Chick Webb, Johnny Jones.
Dopo aver lavorato con vari gruppi come batterista e cantante, nel 1929 gli venne offerta la conduzione di una band di undici elementi, The Alabamians. Poco dopo passò a dirigere un'altra orchestra, The Missourians, più tardi ribattezzata come Cab Calloway and His Orchestra, che venne scritturata per sostituire Duke Ellington e la sua band nel prestigioso Cotton Club di Harlem.

### Il Cotton Club

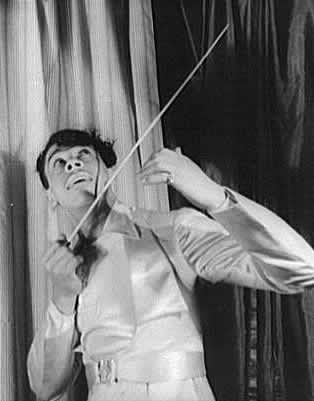
Cab Calloway ai tempi del Cotton Club

Il debutto al Cotton Club fu un successo enorme e nel 1931 vi fu assunto con la sua orchestra.Gli spettacoli vennero trasmessi anche alla radio su scala nazionale. Le principali emittenti statunitensi, i grandi network che dominavano la comunicazione all'epoca, riservarono a Cab Calloway uno spazio che mai prima di allora era stato dato ad un artista afro-americano. Divenne così uno dei jazzisti più conosciuti del periodo.
Negli anni trenta Cab Calloway fu il direttore della famosa orchestra del "Cotton Club". Durante la sua conduzione, suonarono nella band elementi del calibro dei trombettisti Doc Cheatham e Dizzy Gillespie, il bassista Milt Hinton, il sassofonista Chu Berry, il batterista Cozy Cole. Fu la prima orchestra afro-americana ad effettuare una tournée nel sud degli Stati Uniti, nel 1931. Nel 1935 fecero una lunga tournée in Europa, con concerti a Londra, Amsterdam, Parigi ed altre città.
Al periodo del "Cotton Club" risale la canzone più nota di Cab Calloway: Minnie the Moocher, incisa nel 1931, uno splendido esempio della tecnica scat, di cui fu uno dei più grandi interpreti. Fu il primo album jazz a vendere un milione di copie. Grazie al suo successo, la canzone fu usata in un famoso cortometraggio di Betty Boop del 1932.

### Gli anni Quaranta e Cinquanta

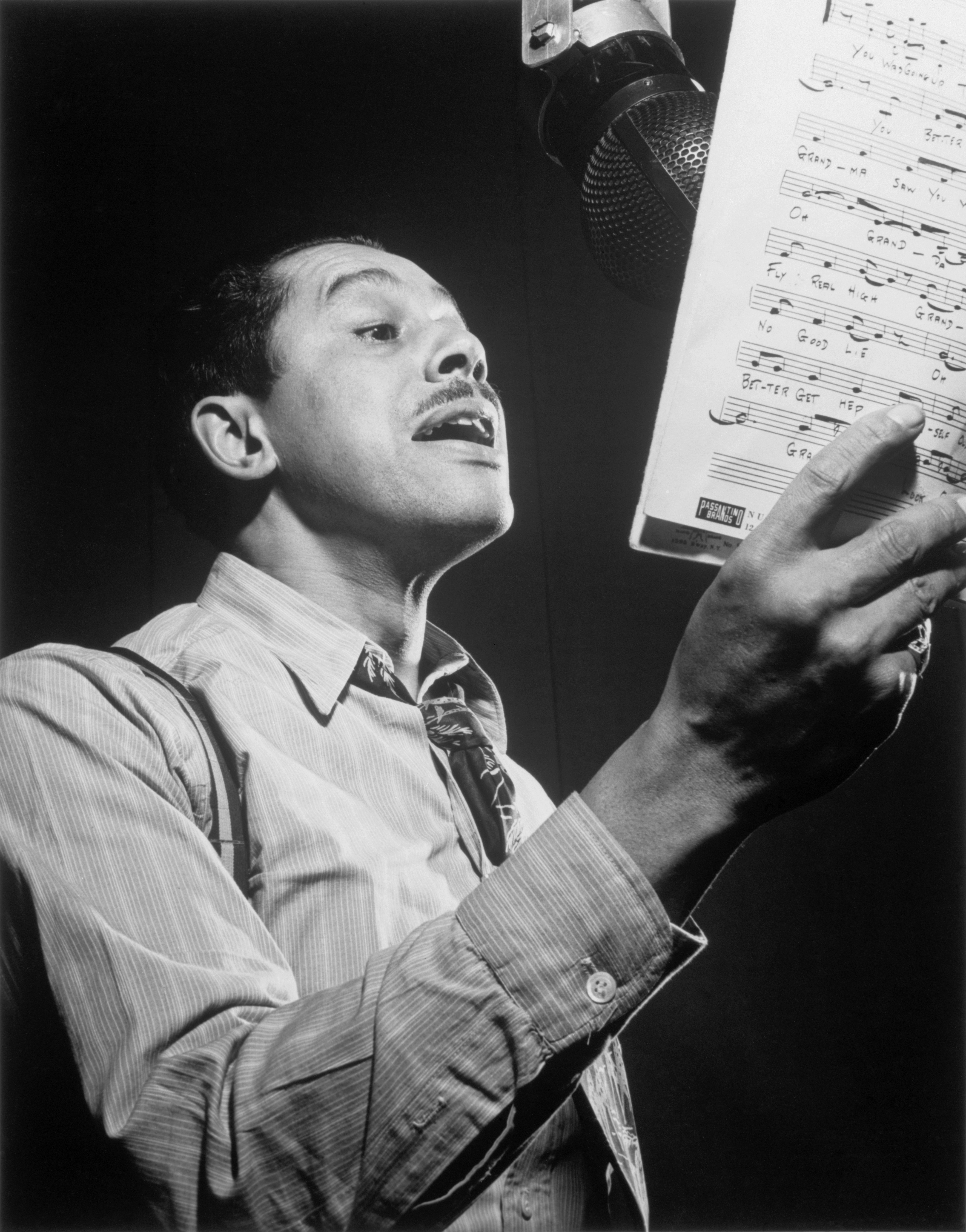
Cab Calloway, 1947

Nel 1940 il "Cotton Club" chiuse i battenti. Cab Calloway e i suoi musicisti si trasferirono inizialmente in un altro locale, il "Club Zanzibar", poi cominciarono a viaggiare, facendo concerti in varie città degli Stati Uniti ed anche all'estero.
Nel corso degli anni quaranta ci furono diversi cambi di formazione nella band di Cab Calloway. In quel periodo si unirono a lui il trombettista Jonah Jones e i sassofonisti Hilton Jefferson, Illinois Jacquet e Ike Quebec.
Nell'aprile del 1948 Cab Calloway prese la decisione di sciogliere l'orchestra. Non se la sentiva più di dover garantire uno stipendio fisso a tutti i suoi musicisti. Avrebbe ricostituito la band solo per singoli concerti o per le tournée, ingaggiando i musicisti "a gettone".
Senza l'impegno della band, Cab Calloway poté dedicarsi maggiormente ai suoi progetti solisti. Già dai tempi del "Cotton Club", comunque, aveva lavorato per la radio e per il cinema, apparendo in numerosi film musicali. Negli anni cinquanta si dedicò anche ai musical, ed apparve pure in televisione. Fece diverse tournée all'estero, in Europa (fra l'altro, con il trio vocale femminile The Peters Sisters), in Centro e Sud America, ma dopo gli anni Cinquanta ridusse notevolmente la sua attività concertistica.

### Il musical
A partire dagli anni Cinquanta Cab Calloway si dedicò anche al musical.
Dal 1951 al 1954 fu impegnato con Porgy and Bess di Gershwin, prima a Broadway, poi in tournée per due anni negli Stati Uniti e in Europa.
Un altro suo successo a Broadway fu con Hello Dolly del 1967, che lo tenne impegnato per tre anni con repliche in varie città.

### Il cinema
Nella sua carriera artistica Cab Calloway si dedicò anche al cinema, interpretando numerosi film di genere musicale.
Da ricordare il ruolo da protagonista in Stormy Weather del 1943 e la partecipazione in The Blues Brothers nel 1980, con il suo cavallo di battaglia Minnie the Moocher premiato nel 1999 con il Grammy Hall of Fame Award.
L'apparizione in The Blues Brothers rinverdì la fama dell'allora settantenne Cab Calloway, e lo fece scoprire alle nuove generazioni, che non avevano conosciuto l'epoca d'oro del jazz. Seguirono diversi concerti dal vivo e collaborazioni con cantanti e musicisti ben più giovani di lui.

### Ultimi anni e morte
Nel 1990 partecipò al video musicale Alright di Janet Jackson, una mega produzione diretta dal regista Dominic Sena che riprende i musical anni trenta e cinquanta. Tra gli altri interpreti, anche le stars Cyd Charisse e i Nicholas Brothers.
Nel 1993 Cab Calloway fu premiato con la National Medal of Arts dall'allora presidente degli Stati Uniti Bill Clinton. 
Il 12 giugno 1994, Cab Calloway subì un grave ictus. Morì cinque mesi dopo, il 18 novembre 1994, all'età di 86 anni. Il suo corpo venne cremato e le sue ceneri furono date alla sua famiglia. Alla morte di sua moglie Zulme "Nuffie" Calloway, il 13 ottobre 2008, le sue ceneri furono sepolte accanto a lei nel mausoleo Rosewood a Ferncliff Cemetery di Hartsdale, New York. Nel 1995 la sua memoria fu onorata con l'inserimento nella International Jazz Hall of Fame.

## Omaggi
- Il cartoon della serie Talkartoons di Max e Dave Fleischer del 1932 prende il titolo ed è ispirato alla sua canzone Minnie the Moocher, che viene cantata dallo stesso Calloway "roto-scansionato" in una specie di tricheco fantasma antropomorfo.
- Nel 1998 fu formata la Cab Calloway Orchestra (diretta da suo nipote, C. "CB" Calloway Brooks)[4] per ricordarlo a livello nazionale ed internazionale.
- Nel videogioco Cuphead l’aspetto del boss King Dice è basato in parte su Cab Calloway.

## Curiosità
- Cab Calloway prestò la sua voce a Koko il Clown mentre canta "St. James Infirmary Blues" in Betty Boop's Snow White cartoon del 1933; anche in questo cortometraggio su Calloway venne usato il rotoscopio per far ballare con i suoi stessi movimenti Koko il Clown.
- Cab Calloway fu ospite speciale a WrestleMania 2 come giudice nel match di boxe tra "Rowdy" Roddy Piper e Mr. T.

## Discografia
- 1929-30 - C C & The Missourians (JSP, )
- 1930-34 - The Early Years Vol. 1  (JSP, 4cd box set)
- 1930-31- The Chronological (Classics #516, )
- 1931-32 - The Chronological (Classics #526, )
- 1932-00 - The Chronological (Classics #537, )
- 1932-34 - The Chronological (Classics #544, )
- 1934-37 - The Chronological (Classics #554, )
- 1937-38 - The Chronological (Classics #568, )
- 1938-39 - The Chronological (Classics #576, )
- 1939-40 - The Chronological (Classics #595, )
- 1940-00 - The Chronological (Classics #614, )
- 1940-41 - The Chronological (Classics #629, )
- 1941-42 - The Chronological (Classics #682, )
- 1942-47 - The Chronological (Classics #996, )

## Filmografia
- The Big Broadcast, regia di Frank Tuttle (1932)
- International House, regia di Edward Sutherland (A. Edward Sutherland) (1933)
- Stormy Weather (Stormy Weather), diretto da Andrew L. Stone (1943)
- Sfolgorio di stelle, regia di Andrew L. Stone (1944)
- Cincinnati Kid (The Cincinnati Kid), diretto da Norman Jewison (1965)
- The Blues Brothers (The Blues Brothers), diretto da John Landis (1980)